# 구암공원
구암 공원(龜巖公園)은 서울 강서구 가양동 1471번지에 있는 공원이다. 《동의보감》의 저자 의성 허준의 출생지이자 생을 마친 가양동에 공원을 조성하고 허준의 아호를 따서 '구암 공원'이라 이름 지었다. 공원 내에는 허준이 앉아 병자를 진료하는 모습의 동상이 있다.